# Vadonaria macrophalla
Vadonaria macrophalla är en skalbaggsart som beskrevs av Lebis 1961. Vadonaria macrophalla ingår i släktet Vadonaria och familjen Melolonthidae. Inga underarter finns listade i Catalogue of Life.